# مارينا أوليفر
مارينا أوليفر (بالإنجليزية: Marina Oliver)‏ هي كاتِبة بريطانية، ولدت في 1934.